# Loxoneptera carnealis
Loxoneptera carnealis là một loài bướm đêm trong họ Crambidae.